# Anna Belousovová
Anna Belousovová, roz. Malíková (* 8. srpen 1959 Vysoká nad Kysucou), je slovenská politička a bývalá poslankyně NR SR.

## Politická kariéra
V roce 1990 se stala jedním ze zakládajících členů SNS. Od roku 1994 působila ve funkci první místopředsedkyně SNS až do roku 1999, kdy se stala její předsedkyní. Na tomto postu působila do roku 2003, kdy ji nahradil Ján Slota a opět se stala 1. místopředsedkyní strany. Poslankyní NR SR byla zvolena ve volebním období 1998-2002 za SNS . Ve volbách v roce 2006 byla znovu zvolena poslankyní za SNS  a stala se místopředsedkyní národní rady. Poslankyní za stranu SNS byla zvolena i ve volbách v roce 2010 a stala se předsedkyní výboru NR SR pro lidská práva. Na sněmu SNS 25. září 2010 neúspěšně kandidovala do vedení strany. Dne 2. února 2011 byla ze strany vyloučena, protože vedení strany nepřijalo její kritiku směrem k vedení strany a jejímu předsedovi Jánu Slotovi. Následně založila novou nacionalistickou politickou stranu Alternatíva pre Slovensko.
V evropských volbách v roce 2024 kandidovala na 11. místě kandidátní listiny hnutí Republika. Získala 32 313 preferenčních hlasů a stala se první náhradnicí.

## Osobní život
V roce 2001 se provdala za ruského podnikatele Alexandra Belousova, který v roce 2004 zemřel.